# Dolichopeza graeca
Dolichopeza graeca är en tvåvingeart som beskrevs av Mannheims 1954. Dolichopeza graeca ingår i släktet Dolichopeza och familjen storharkrankar. Inga underarter finns listade i Catalogue of Life.